# ليندا إل. إم. بينيت
ليندا إل. إم. بينيت (بالإنجليزية: Linda L. M. Bennett)‏ هي عالمة سياسة أمريكية، ولدت في 1956.